# Barbula aureola
Barbula aureola är en bladmossart som beskrevs av C. Müller 1900. Barbula aureola ingår i släktet neonmossor, och familjen Pottiaceae. Inga underarter finns listade i Catalogue of Life.